# 페어바둑 월드컵
페어바둑 월드컵은 페어바둑 20주년을 기념해 세계페어바둑협회의 주최로 열리고 있는 친선대회이다. 아마추어가 참가하는 세계페어대회는 매년 일본에서 열리고 있지만 프로까지 참가하는 세계 최고 수준의 페어대회가 열리기는 이 대회가 처음이다. 한국 중국 일본 대만 등 아시아는 물론 유럽 북미 중남미 아프리카 오세아니아의 프로, 아마 선수들이 참가한다.

## 상금
- 1000만엔(약 1억1500만원), 준우승 200만엔, 3위 120만엔, 4위 80만엔, 5∼8위 30만엔, 9∼16위 10만엔.

## 대회규정
- 제한시간 없이 매수 30초 초읽기를 하며 1분 초읽기 10회.
- 착수 순서는 흑번 여성→백번 여성→흑번 남성→백번 남성 순.
- 착수 틀리시 벌점 3점.

## 대회결과
| 회수 | 연도 | 개최지 | 우승                    | 준우승                      | 3위                   | 4위                     |
| ---- | ---- | ------ | ----------------------- | --------------------------- | --------------------- | ----------------------- |
| 1    | 2010 | 항저우 | 셰허 9단 · 쑹룽후이 5단 | 목진석 9단 · 이민진 5단     | 류싱 7단 · 탕이 2단   | 허진 초단 · 박소현 2단  |
| 2    | 2016 | 도쿄   | 커제 9단 · 위즈잉 5단   | 천스위안 9단 · 헤이자자 6단 | 박정환 9단 · 최정 6단 | 최철한 9단 · 오유진 2단 |

## 같이 보기
- 세계페어바둑 최강위전